# David Michaels (Pseudonym)
David Michaels ist das Pseudonym für die Autoren der Buchserien Splinter Cell, Tom Clancy’s Ghost Recon, Tom Clancy's H.A.W.X. und Tom Clancy’s EndWar.
Alle unter dem Pseudonym geschriebenen Romane erschienen zuvor als Videospiel für Konsolen und den PC. Zum Teil basieren die Geschichten dabei auf Ideen von Tom Clancy, teilweise wurde sein Name aber nur zu Werbezwecken von Ubisoft in den Titel integriert, da die Namensrechte von dem französischen Spielepublisher erworben wurden.
Die neusten Teile von Splinter Cell, Ghost Recon und EndWar erschienen jeweils mit dem Zusatz written by Peter Telep und nicht mehr written by David Michaels.

## Splinter Cell
Es wurden bisher sechs Bücher der Serie Splinter Cell veröffentlicht, welche auch in deutscher Sprache verfügbar sind. Die ersten beiden Bücher wurden von Raymond Benson geschrieben. Den dritten und vierten Teil schrieb Grant Blackwood, während die Teile 5 und 6 von Peter Telep geschrieben wurden. Der siebte Teil wurde offiziell von Peter Telep geschrieben und ist nicht unter dem Pseudonym David Michaels erschienen.

## Ghost Recon
Für Tom Clancy's Ghost Recon wurde im Jahr 2008 ein gleichnamiger Roman veröffentlicht, der im Mai 2010 auf Deutsch erschien. Der zweite Ghost-Recon-Roman erschien 2011 in englischer und 2012 in deutscher Sprache. Der dritte Roman erschien 2012 und ist derzeit nur auf Englisch verfügbar. Dieser wurde erstmals im Gegensatz zu den anderen auch offiziell von Peter Telep und nicht mehr von David Michaels geschrieben.

## H.A.W.X.
Von Tom Clancy's H.A.W.X. erschien bislang nur in englischer Sprache 2009 der erste Roman.

## EndWar
Von Tom Clancy’s EndWar erschien 2009 der erste und 2011 der zweite Roman. Der 2012 erschienene dritte Teil wurde erstmals offiziell von Peter Telep und nicht mehr von David Michaels geschrieben.

## Romane, die unter dem Pseudonym David Michaels erschienen

### Von Raymond Benson
- Tom Clancy's Splinter Cell: Babylon Phoenix (2004)
- Tom Clancy's Splinter Cell: Operation Barracuda (2005)

### Von Grant Blackwood
- Tom Clancy's Splinter Cell: Schachmatt (2009; auf Englisch als Tom Clancy's Splinter Cell: Checkmate 2006 erschienen)
- Tom Clancy's Splinter Cell: Fallout (2009)
- Tom Clancy's Ghost Recon (2010; auf Englisch unter gleichnamigen Titel 2008 erschienen)
- Tom Clancy’s Endwar (2009)
- Tom Clancy's H.A.W.X. (2009)

### Von Peter Telep
- Tom Clancy's Splinter Cell: Conviction (2010; englische Version erschien 2009)
- Tom Clancy's Splinter Cell: Endphase (2010; englische Version erschien 2009 unter dem Titel Endgame)
- Tom Clancy's Ghost Recon: Kampfeinsatz (2012; englische Version erschien 2011 unter dem Titel Combat Ops)
- Tom Clancy’s Endwar: Im Visier (2011; englische Version erschien 2011 unter dem Titel The Hunted)[2]